# アルバート・スコット・クロスフィールド

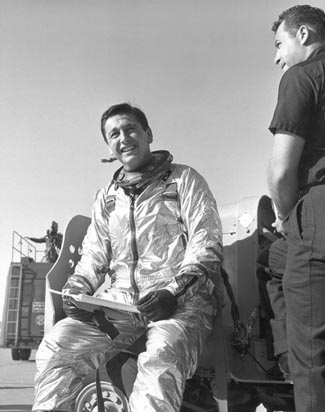
X-15の実験に臨むクロスフィールド

アルバート・スコット・クロスフィールド（Albert Scott Crossfield、1921年10月2日 - 2006年4月19日）は、アメリカ合衆国の軍人。パイロット。
一般にはスコット・クロスフィールドで知られる。マッハ2を最初に突破した人物である。

## 生涯
1921年10月2日、カリフォルニア州バークレーに生まれる。1940年、ワシントン大学に進学し、工学を学ぶも、1942年、第二次世界大戦が激化すると学業を中断し、海軍に入隊。戦闘機パイロットや飛行訓練教官を務めた。大戦終結後の1946年復学。1949年、ワシントン大学の航空工学と科学の課程を修了し、同年中に航空工学の修士号を取得した。
1950年、NASAの前身であるアメリカ航空諮問委員会 (NACA) に加わり、エドワーズ空軍基地で技術者兼テストパイロットとして、高速飛行実験に携わる。その後の5年間でX-1、XF-92、X-4、X-5、D-558-1、D-558-2の実験に参加し、全ての航空機を自ら飛ばした。1953年11月20日には、D-558-2に搭乗して人類初のマッハ2を達成している。また、X-1とD-558シリーズなど通算99回飛行し、世界でもっとも多くのロケット推進飛行機を飛ばしたパイロットとなった。

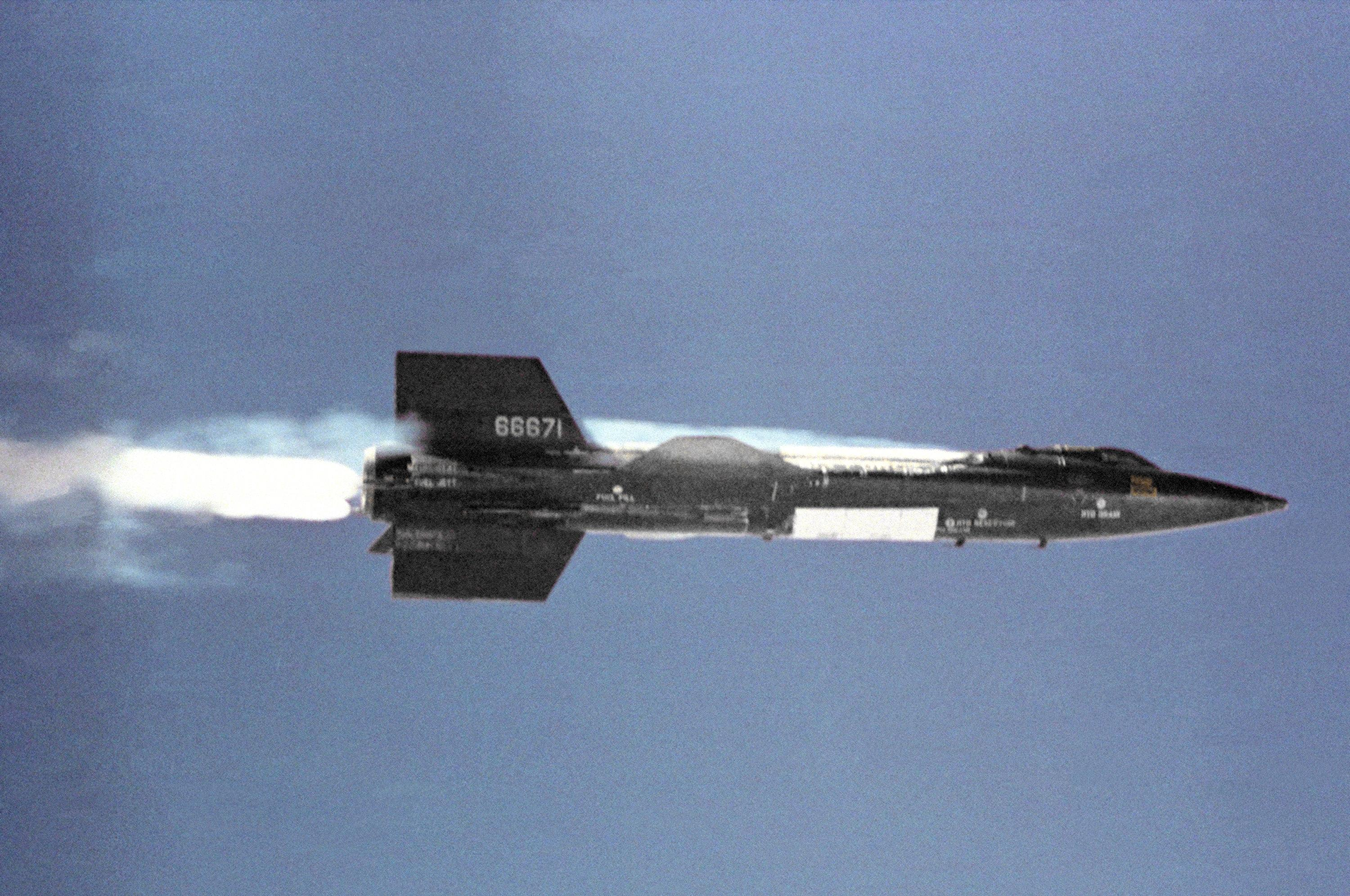
ノースアメリカンX-15(1960年)

1955年、ノースアメリカンに移籍。主任技術者兼テストパイロットとしてX-15の開発に携わる。また、この頃空軍のMan In Space Soonestプロジェクトにも選出されている。1959年6月8日、X-15初飛行のパイロットとして、37,550フィートからの滑空飛行を行った。飛行は危険視されていたが、無事に着地させることに成功。9月17日、XLR-11エンジンを搭載したX-15の初の動力飛行についてもテストパイロットを務め、マッハ2.53を記録した。11月5日に行われたX-15三度目の飛行実験では、エンジンのひとつから火災が発生。この影響で射出座席が作動せず、緊急着陸を余儀なくされた。着陸の衝撃で機体は半壊するも無事生還。壊れた機体も修理され、後に実験に復帰している。1960年6月8日には、新型のXLR-99エンジンがX-15の3号機に搭載され、地上テストのパイロットとして搭乗する。この時はエンジンの安全弁が機能不全を起こし爆発。機体は半壊したが、またも無事生還した。11月15日、XLR-99エンジンを搭載した機体の初の動力飛行を行い、その後、二度の飛行でマッハ2.97を記録。12月6日、ノースアメリカンのデモンストレーションで最後のX-15飛行を行う。X-15に関して計14回テストパイロットを務めた。
その後もノースアメリカンの技術者として多数の実験に参加。アポロ計画のサターンロケット開発にも携わった。
1966年、ノースアメリカンの工学研究とテストの技術主任となる。1967年には、イースタン航空に移籍し、航空管制技術の研究部門の副主任に。1974年、ホーカー・シドレー・アビエーションの副社長となり、HS-146（後のBAe 146）をはじめとする航空機の設計に携わる。1977年からはアメリカの全ての民間航空会社に対して発言力を持つ、アメリカ合衆国下院科学技術委員会の技術主任となり、1993年に退職。
2001年から2003年にかけて、ライト兄弟の飛行100周年を記念してライトフライヤー1号機を復元するプロジェクトに携わる。80歳を超えても自ら飛行機を操縦する現役のパイロットだった彼は、パイロットたちの訓練も行ったが、実験そのものは天候不順で中止となってしまった。
2006年4月19日、彼が操縦するセスナ210は、アラバマ州プラットビルからヴァージニア州ハーンドンに向かう途中で消息を絶つ。4月20日、ジョージア州ゴードン郡で機体の残骸が発見され、機内にクロスフィールドの遺体が確認された。84歳であった。航空管制センターによれば、クロスフィールド機からの連絡が途絶えたとき、現場は雷雨に見舞われていたという。

## 栄誉
クロスフィールドは多くの栄誉を贈られた。
- Lawrence Sperry Award
- Octave Chanute Award
- Iven C. Kincheloe Award
- Harmon International Trophy (1960)
- コリアー・トロフィー (1961)
- National Aviation Hall of Fame（英語版） (1983)
- International Space Hall of Fame (1988)
- Aerospace Walk of Honor (1990)

また、ヴァージニア州ハーンドンの自宅の近くの小学校に彼の名前がつけられた。"Closfield elementary school"である。